# Quechua boliviano
El quechua boliviano (a veces escrito kechua, en quechua: Puliwyap qhichwa) es el conjunto de variedades lingüísticas quechuas habladas en el Estado Plurinacional de Bolivia. El quechua boliviano es hablado por más de 2 millones de personas en los departamentos del occidente del país, principalmente el dialecto sureño. El gobierno nacional ha desarrollado una norma para la edición de las publicaciones oficiales. La mayor proporción de Kechuahablantes se encuentran en los departamentos de La Paz, Chuquisaca, Cochabamba y en Oruro. Según documentos oficiales emitidos por el Tribunal Constitucional Plurinacional del Estado Plurinacional de Bolivia la escritura de este idioma en la variante boliviana del quechua es: "Qhichwa".

## Situación actual
El quechua es la lengua indígena más hablada en Bolivia con 2.125.000 hablantes mayores de 15 años 
A continuación, se muestra la distribución de hablantes de quechua en Bolivia por departamento (Molina y Albó, 2006:71): 
| Departamentos | Números absolutos | %     |
| Cochabamba    | 595.629           | 38,29 |
| Potosí        | 319.903           | 20,56 |
| Santa Cruz    | 206.417           | 13,27 |
| Chuquisaca    | 188.427           | 12,11 |
| La Paz        | 117.584           | 7,56  |
| Oruro         | 89.702            | 5,77  |
| Tarija        | 29.910            | 1,92  |
| Beni          | 6.831             | 0,44  |
| Pando         | 1.238             | 0,08  |
| Bolivia       | 1.555.641         | 100   |

## Aspectos históricos
La expansión del quechua hacia el territorio boliviano fue favorecida por la política incaica de introducción del quechua en los territorios bajo su dominio. Así pues, se introdujo la variedad del quechua cusqueño hacia la segunda mitad del siglo XV, lo que produjo en este mismo siglo una importante expansión de esta variedad hacia el sur, incluyendo la parte templada del territorio boliviano.

## Clasificación
El quechua boliviano corresponde a la familia quechua conocida como Cuzco-Collao, que a su vez es parte del Quechua Sureño, dependiente de la rama Chinchay del Quechua II. Hay cierta comprensión mutua entre el quechua de Cuzco y el quechua boliviano, aunque las diferencias en el uso de algunos sufijos, así como las diferencias lexicales pueden dificultar la comprensión, especialmente en los encuentros iniciales. En Bolivia, las variantes principales son el quechua del norte de La Paz que, en general, se diferencia de las variantes sureñas: el quechua de Cochabamba, Chuquisaca, Oruro y Norte de Potosí. Como señala Plaza ( 2009:22), las variantes de Oruro y Norte de Potosí conviven con el aimara, por ello, además de las influencias que se han producido a lo largo de los siglos entre el quechua y el aimara, se evidencian también préstamos morfológicos más recientes.

## Esbozo gramatical

### Fonología
Al nivel fonémico, las vocales del quechua son tres: /i/, /u/, /a/. En Bolivia, la tendencia predominante ha sido la caracterización de las vocales incluyendo las variantes abiertas de las vocales cerradas, como se ilustra en el siguiente cuadro (Plaza, 2009:221):

|          | Anteriores |     | Centrales |     | Posteriores |
| -------- | ---------- | --- | --------- | --- | ----------- |
| Cerradas | i          |     |           |     | u           |
| Medias   |            | [e] |           | [o] |             |
| Abiertas |            |     | a         |     |             |

El inventario consonántico quechua se caracteriza por la presencia de consonantes postvelares y laringales (oclusivas aspiradas y glotalizadas). El Alfabeto Único, promulgado por el Ministerio de Educación y Cultura, establece 25 fonemas consonánticos para el quechua en Bolivia (Plaza, 1995:58):

|                     |              | Labiales | Alveolares | Palatales | Velares | Postvelares |
| ------------------- | ------------ | -------- | ---------- | --------- | ------- | ----------- |
| Oclusivas/africadas | Simples      | p        | t          | ch        | k       | q           |
| Oclusivas/africadas | Aspiradas    | ph       | th         | chh       | kh      | qh          |
| Oclusivas/africadas | Glotalizadas | p'       | t'         | ch'       | k'      | q'          |
| Fricativas          |              | (f)      | s          | (sh)      | j       | (x)         |
| Laterales           |              |          | l          | ll        |         |             |
| Nasales             |              | m        | n          | ñ         |         |             |
| Vibrante            |              |          | r          |           |         |             |
| Semivocales         |              | w        |            | y         |         |             |

Este cuadro incluye las variantes fonéticas principales, [f], [sh], [x], entre paréntesis, para indicar que no es necesario escribirlas.

### Morfología
En lo que respecta a la morfología nominal, se puede señalar lo siguiente (Plaza, 2009:228-241):
- En quechua los pronombres personales son tres: primera, segunda y tercera persona, que pueden aparecer en singular y plural. La primera persona plural se ramifica, además, en inclusivo y exclusivo.

| Singular | Pronombre personal | Traducción                        |
| -------- | ------------------ | --------------------------------- |
| 1        | ñuqa               | ‘yo’ (el hablante solo)           |
| 2        | qam                | ‘tu’ (el oyente solo)             |
| 3        | pay                | ‘él, ella’                        |
| Plural   |                    |                                   |
| 1-PI     | ñuqa-nchik         | ‘nosotros’ (yo y vos-otros)       |
| 1-PE     | ñuqa-yku           | ‘nosotros’ (yo y otros, menos tú) |
| 2-PL     | qam-kuna           | ‘ustedes’                         |
| 3-PL     | pay-kuna           | ‘ellos, ellas’                    |

- El quechua presenta sufijos posesivos que denotan la posesión o pertenencia sobre personas, animales o cosas, p.ej. el posesivo de segunda persona -yki en tata-yki ‘tu padre’.
- Esta lengua presenta también sufijos pluralizadores como -kuna, que pluraliza de manera similar a la -s del castellano, aunque, como bien señala Plaza (2009:230), el pluralizador -s del castellano es también común en el habla popular quechua en Bolivia.
- El quechua presenta un sistema rico de casos, que incluye los casos nominativo, genitivo, acusativo, ilativo, ablativo, locativo, instrumental, benefactivo, entre otros. En (1) y (2), se ejemplifican los casos acusativo (-ta, que marca el objeto directo) y alativo (-man 'hacia, a') respectivamente:

| (1) | tata-n-ta          | yanapa-n |
|     | padre-3-AC         | ayudar-3 |
|     | ‘ayuda a su padre’ |          |

| (2) | Ñuqa-qa          | wasi-y-man | ri-ni. |
|     | yo-TOP           | casa-1-AL  | ir-1   |
|     | ‘Voy a mi casa.’ |            |        |

En cuanto a la morfología verbal, se puede mencionar lo siguiente (Plaza, 2009:242-251):
- Los sufijos flexivos marcan las categorías gramaticales de persona, número, tiempo, como se aprecia en el siguiente cuadro:

| Persona | Presente/pasado | Futuro           |
| 1SG     | -ni             | -saq             |
| 2SG     | -nki            | -nki             |
| 3SG     | -n              | -nqa             |
| 1PI     | -nchik          | -sun-chik        |
| 1PE     | -yku            | -saqku / -sqayku |
| 2PL     | -nkichik        | -nki-chik        |
| 3PL     | -nku            | -nqa-nku         |

- En quechua, el tiempo está compuesto por: tiempo realizado y tiempo no realizado. El tiempo no realizado es el tiempo futuro y se reconoce porque tiene sus propias marcas de persona + tiempo futuro. El tiempo realizado incluye al presente, al pasado experimentado y al pasado narrativo. En ausencia de los marcadores de imperativo, condicional, conocimiento directo y conocimiento indirecto, o del durativo/progresivo -chka (que indica una acción presente en curso), los verbos que expresan tiempo realizado pueden ser ambiguos con respecto al presente y al pasado.
- En cuanto a las flexiones de modo, el imperativo tiene sus propias terminaciones y el modo potencial/condicional tiene formas regulares basadas en el pasado/presente y formas irregulares propias.
- El quechua tiene un sistema de derivación muy rico. Los procesos de derivación que afectan a la morfología verbal son dos: el proceso de derivación deverbativa y el proceso de derivación denominativa. Los sufijos derivativos deverbativos, que, siguiendo la clasificación de Peralta (2006:162-196), pueden ser deícticos, gramaticales y aspectuales, se combinan con verbos y los sufijos derivativos denominativos se combinan con nombres, pero ambos tienen la función de generar temas verbales.

### Sintaxis
En lo que respecta a la sintaxis, se puede señalar lo siguiente (Plaza, 2009: 268-280): 
- De acuerdo al orden favorito de los elementos composicionales, el quechua pertenece a las lenguas del tipo SOV (Sujeto-Objeto-Verbo), como se observa en (3):

| (3) | Rogelio                                                    | kay  | pampa-pi    | sara-ta | tarpu-nqa.    |
|     | Rogelio                                                    | este | terreno-LOC | maíz-AC | sembrar-3.FUT |
|     | ‘Rogelio sembrará maíz en este terreno.’ (Plaza, 2009:268) |      |             |         |               |

- Las oraciones quechuas se pueden clasificar, según su complejidad estructural, en simples, aquellas que presentan un solo verbo, como en (4), y complejas, aquellas que tienen más de un verbo, como en (5).

| (4) | mama-y-qa                            | t’anta-ta | mikhu-n |
|     | mamá-1-TOP                           | pan-AC    | comer-3 |
|     | ‘mi mamá come pan’ (Plaza, 2009:269) |           |         |

| (5) | ñuqayku                                              | tarpu-yku   | chanta | mikhu-ri-yku  |
|     | nosotros.PE                                          | sembrar-1PE | luego  | comer-INC-1PE |
|     | ‘nosotros sembramos luego comemos’ (Plaza, 2009:269) |             |        |               |

- Según la naturaleza del verbo, las oraciones pueden ser transitivas, como en (6), intransitivas, como en (7), o copulativas, como en (8).

| (6) | Llamta-ta-qa                                                         | apa-mu-yku     | sapa | tuku-ku-pti-lla-n.   |
|     | leña-AC-TOP                                                          | llevar-CIS-1PE | solo | acabar-RFL-SUB-DEL-3 |
|     | ‘Vamos a traer leña cada que se termina no más.’ (Peralta 2006: 120) |                |      |                      |

| (7) | kay-pi                                                                      | mana | a    | jaqay | calle-s-pi-pis   | puñu-ku-lla-yku    |
|     | este-LOC                                                                    | no   | EXCL | aquel | calle-PL-LOC-ADI | dormir-RFL-DEL-1PE |
|     | ‘aquí no pues, en aquellas calles también nos dormimos’ (Peralta 2006: 128) |      |      |       |                  |                    |

| (8) | Ñuqa                                            | ka-ni | yachachiq, | interina. |
|     | yo                                              | ser-1 | profesor   | interina  |
|     | ‘Yo soy profesora, interina.’ (Peralta 2006: 1) |       |            |           |

- Dependiendo de la actitud del hablante, las oraciones se pueden clasificar, además, en declarativas, aquellas que afirman o niegan el discurso emitido, interrogativas, aquellas que piden confirmación como en (9a) o información como en (9b), e imperativas, aquellas que expresan una orden o mandato, como en (10).

| (9a) | Yacha-nki-chu                              | aqha   | toma-y-ta-qa?    |
|      | saber-2-INT                                | chicha | tomar-INF-AC-TOP |
|      | ‘¿Sabes beber chicha?’ (Peralta 2006: 144) |        |                  |

| (9b) | Ima-taq                                   | usqullu? |
|      | qué-ENF                                   | osgollo  |
|      | ‘¿Qué es el osgollo?’ (Peralta 2006: 155) |          |

| (10) | ...llaqta-pi-qa                                                                                        | qhapaq | runa-s-qa    | “hey... | qam, | indio-qa, | jaqay-ta | q’ipi-mu-y!...” |
|      | pueblo-LOC-TOP                                                                                         | rico   | gente-PL-TOP | hey     | tú   | indio-TOP | aquel-AC | cargar-CIS-IMP  |
|      | ‘...en la ciudad la gente rica les dice “hey…indio, tú, aquello ¡anda cargate!...’ (Peralta 2006: 102) |        |              |         |      |           |          |                 |